# Como en el cine (película)
Como en el cine es una película de comedia peruana de 2015, escrita y dirigida por Gonzalo Ladines, uno de los creadores de la serie web Los cinéfilos, en su debut como director.
La película fue seleccionada como la representante peruana para competir en la categoría Mejor Película iberoamericana en la XXXI edición de los Premios Goya, pero no fue nominada.

## Sinopsis
Tras enterarse de que su novia le sacó la vuelta en sus propias sábanas de “Star Wars”, Nico decide reencontrarse con su verdadero amor: el cine. Para esta misión, reúne a sus viejos compañeros de facultad, con quienes intenta hacer un corto de muy bajo presupuesto. Juntos viven absurdas situaciones, entre la realidad y la ficción, que los llevan a cuestionar su amistad y la dirección de sus vidas.

## Reparto
- Manuel Gold como Nico
- Pietro Sibille como Rolo
- Andrés Salas como Bruno
- Gisela Ponce de León como Dani
- Fiorella Pennano como Ariana
- Jely Reátegui como Paloma
- José Peláez

## Producción
El rodaje de la película duró un mes y comenzó en Lima a finales de abril de 2015.

## Lanzamiento y recepción
Como en el cine se estrenó en cines peruanos el 12 de noviembre de 2015.
La película llevó al cine a 76 mil espectadores en su primer fin de semana en cartelera. A fin de año, llevó 227,714 mil espectadores al cine, convirtiéndose en el cuarto mejor estreno nacional del 2015.